# Jiří Zenáhlík

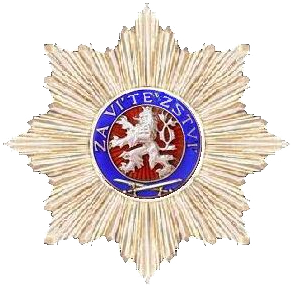
Řád bílého lva za vítězství

Jiří Zenáhlík (20. května 1921 Tábor – 24. dubna 2020) byl český politický vězeň odsouzený na doživotí za československý protikomunistický odboj. V komunistických věznicích a uranových dolech strávil jedenáct let. Odsouzen byl ve svých 32 letech a i po propuštění jej režim dál perzekvoval.
Během druhé světové války byl nasazen na práce do Německa, utekl a od roku 1944 bojoval v řadách americké armády na západní frontě. Někteří historici zpochybnili Zenáhlíkovu činnost za druhé světové války, protože o ní chybějí doklady.
Po sametové revoluci 1989 získal hodnost plukovníka v záloze a v roce 2008 mu byl propůjčen Řád bílého lva první třídy.

## Před válkou
Jiří Zenáhlík se narodil v Táboře 20. května 1921 jako třetí syn v rodině přednosty stanice. Rodina se politicky angažovala a v letech 1931-34 byl jeho otec poslancem za Českou stranu národně socialistickou.
V Táboře vystudoval reálné gymnázium a odmaturoval v roce 1940. Byl velkým sportovcem a věnoval se závodně lehké atletice. Po maturitě pracoval v Praze. I tady se věnoval sportu a až do roku 1943 byl členem sportovního klubu Sparta Praha.

## Během války
V roce 1943 byl přidělen na nucenou práci do Velkoněmecké říše. Uměl dobře německy, proto se vyhnul těžké manuální práci a vykonával práci úřednickou. V roce 1944 po invazi Spojenců do Normandie s několika kamarády uprchnul do Francie. Dostali se do shromaždiště v Arnay-le-Duc a po podepsání vstupu do armády následoval převoz do anglického Bovingtonu. V Anglii podstoupil zrychlený tankistický výcvik. Československá obrněná brigáda byla tou dobou už z Anglie pryč, a proto byl přiřazen k americké 14. tankové divizi.
O jeho válečné službě však nejsou žádné záznamy. Pochybnosti vznikly v roce 2008, kdy mu prezident Václav Klaus propůjčil Řád bílého lva a prezidentská kancelář uvedla, že se Zenáhlík zúčastnil invaze do Normandie, bojů na západní frontě a osvobozování Československa. Někteří historici upozornili, že neexistují žádné doklady o tom, že by v řadách americké armády opravdu bojoval. Sám Zenáhlík připustil, že důkazy o své činnosti z let 1944 - 1945 nemá, ale pochybnosti o ní odmítl.

## Po válce
Po válce se Jiří Zenáhlík vrátil domů do Tábora jako seržant. Půl roku ještě studoval důstojnickou školu, ale potom odešel do zálohy jako četař. Znovu se věnoval sportu a především lehké atletice. V roce 1946 se oženil a manželům se narodily tři děti.
V roce 1952 byl ze zálohy povolán zpět do armády k 2. pěšímu pluku v Teplé. V té době ho jeho bratr Josef požádal o spolupráci ve skupině, která sbírala data pro francouzskou tajnou službu. V roce 1953 byl za tuto činnost zatčen. Důležitým zdrojem informací pro státní policii se stala hlavně falešná vysílačka, kterou fingovaný agent přivezl ze západu. Při výsleších mu byl upírán spánek a vyšetřovatelé na něj vyvíjeli silný psychologický tlak. Výslechy nevydržel a vypovídal.

Obžaloba tvrdila, že špionážní skupina předávala Francouzům pokyny americké rozvědky, jejichž cílem bylo rozpoutání třetí světové války. Za špionáž žádal prokurátor trest smrti. Proces se konal na konci listopadu 1953. Jak bylo tehdy obvyklé, musel se výpověď naučit nazpaměť. Trest byl pro skupinu velmi tvrdý. Jiří Zehálník a jeho bratr Josef dostali doživotí, ostatní dvacet let a jeho švagrová jedenáct let. Výslechy byly veřejně vysílány v rozhlase a noviny o procesu s velezrádci a špiony napsaly:
Hlavou skupiny byl dr. Josef Zenáhlík, lékař z Vyššího Brodu. Ve službách francouzské špionážní služby uskutečňoval plány americké rozvědky, směřující k přípravě a rozpoutání nové světové války. S finanční podporou z fondu, schváleného americkým kongresem na podvratnou činnost proti SSSR a zemím lidové demokracie, vybudoval síť, s jejíž pomocí získával špionážní zprávy z úseku vojenského, politického a hospodářského. (...) Počátkem léta 1952 získal dr. Josef Zenáhlík s manželkou pro špionážní činnost svého bratra Jiřího Zenáhlíka, který byl důstojníkem československé armády. Zrádce Jiří Zenáhlík přijal podrobné pokyny ke shromažďování špionážních zpráv o československé armádě a tajný inkoust ke vzájemnému písemnému vyrozumívání.

Jiří Zenáhlík byl nejprve uvězněn na Pankráci a pak v Leopoldově na cele s kapitánem RAF Karlem Chlupáčem. Nejdelší čas šest a půl roku těžil uran v lágru Bytíz na Příbramsku až do roku 1960. Rozsáhlá amnestie se ho nedotkla a vrátil se do Leopoldova, kde už byl mírnější režim. Propuštěn byl roce 1964 na odvolání. Po jedenácti letech byl na svobodě a setkal se s manželkou a se svými třemi dětmi.

V roce 1989 se dočkal rehabilitace a posléze se zapojil do činnosti Konfederace politických vězňů. O svých osudech přednášel studentům na školách. O mládeži prohlásil:
Mládež není lhostejná k tomu, co nikdy nezažila. Pokud se jí dokážou věci poutavě vysvětlit, chápe je a chápe i to, jaká nespravedlnost komunistický režim provázela.

V roce 2008 mu byl propůjčen Řád bílého lva první třídy prezidentem republiky Václavem Klausem.